# Fengersfors bruk

Fengersfors bruk är ett tidigare massa- och pappersbruk i Åmåls kommun i Dalsland.

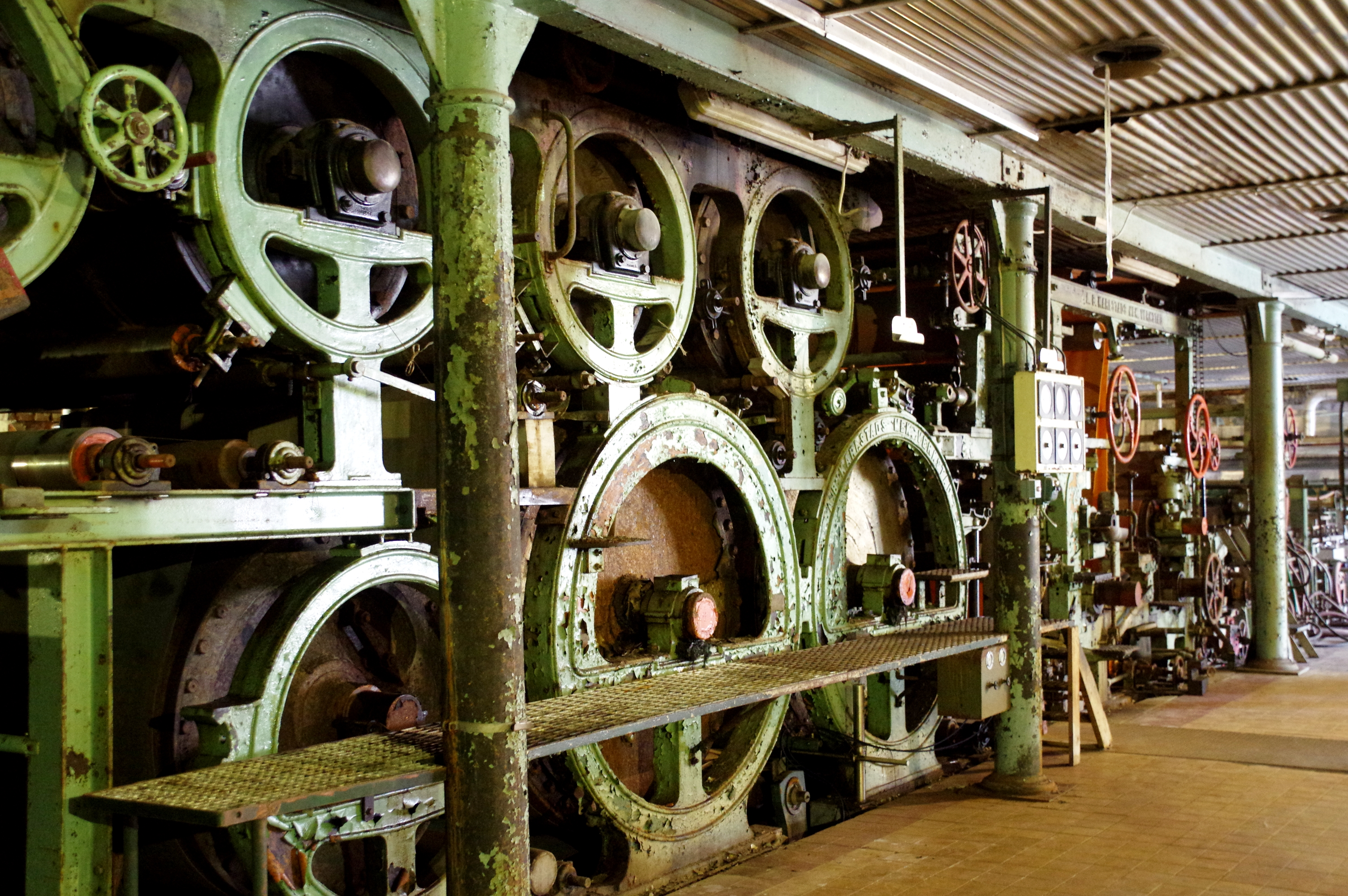
Torkparti på PM1, Fengersfors bruk

År 1882 anlade dåvarande ägaren av Lisefors järnbruk, Christopher Sahlin, ett träsliperi för att utnyttja vattenkraften. Järnbruket lades ner 1884 och 1892 grundades ett bolag med avsikt att anlägga ett kemiskt massa- och pappersbruk. Efter flera konkurser övertogs verksamheten av direktör Johan Fenger-Krog från Göteborg. År 1901 bildade han Fengersfors Bruks AB och fick ortens namn ändrat från Lisefors till Fengersfors. 
Pappersbruket eldhärjades 1906, men återuppbyggdes direkt i bättre skick än förr med fyra kokare och två pappersmaskiner, PM1 och PM2. År 1913 introducerades oceanpappret, ett fukttåligt papper med mellanlägg av asfalt som är ogenomträngligt för fukt och 1931 började man också att tillverka blekt papper. En ny pappersmaskin tillkom 1934 och ytterligare en 1959. I slutet av 1940-talet byggdes ett nytt kontinuerligt kokeri av typ Kamyr - det första i världen och 1957 byggde man en ny sodapanna. På grund av dålig lönsamhet lades massabruket ner 1966 och pappersbruket 1968. År 1969 köpte AB Enderlein & Co. bruket för att bygga om det till produktion av finpapper. Driften upphörde helt 1978 efter en konkurs.
Sedan 2003 används byggnaderna av konsthantverkare och småföretagare samt av ett konstnärskooperativ. En av de gamla pappersmaskinerna, PM1, och en del utrustning finns kvar i lokalerna. Fengersfors är Dalslands tredje mest besökta turistmål.
År 2015 utsågs Fengersfors till Årets industriminne av Svenska industriminnesföreningen.